# Schneider Grunau Baby
Dimensions
Le Grunau Baby est un planeur monoplace construit en Allemagne à partir de 1931, il a été construit à environ 6 000 exemplaires dans une vingtaine de pays. Relativement facile à construire d'après plans, il volait bien, était suffisamment solide pour la voltige de base et d'occasionnels atterrissages durs. Dans les années 1930 le cockpit ouvert était utilisé pour percevoir au maximum le flux d'air pour détecter les courants ascendants et descendants, les attaques obliques, les changements de température, etc.
Il est dessiné par Edmund Schneider aidé de Wolf Hirth et Hugo Kromer. C'est une version réduite de l'ESG 31 de 1930 munie d'une aile elliptique suivant les travaux de l'Akaflieg Darmstadt. Il prend plus tard le nom de Grunau selon la ville où l'usine Schneider était installée (qui est devenue la ville polonaise de Jeżów Sudecki après 1945).

## Construction
Typique de l'époque, il s'agit d'un monoplan à ailes hautes haubanées avec un fuselage de section hexagonale et un cockpit ouvert. Le Baby est un succès immédiat, et profite du soutien enthousiaste du champion de vol à voile Wolf Hirth. L'idée est de créer un planeur utilisable pour la formation et pour les vols de distance.
Les 14 premières nervures intérieures ont un profil Gottingen 535, le profil évolue ensuite vers un profil biconvexe symétrique avec un vrillage négatif pour diminuer l'incidence. L'aile est coffrée en contreplaqué du bord d'attaque au longeron principal. La queue est construite en contreplaqué.
Une importante modification est effectuée en 1932 à la suite de la chute mortelle d'un autre planeur de Schneider ce qui donne le Baby II. Cette version et le Baby IIb définitif qui suit sont adoptés comme planeur d'entrainement standard par l'Association des Sports Aériens Allemande.
Au cours de l'année 1941, la société Laminação Nacional de Metais, plus tard Companhia Aeronáutica Paulista, au Brésil, construit 30 planeurs Grunau Baby sous le nom d'Alcatraz. Après la Seconde Guerre mondiale, la production en série recommence en Allemagne en 1956. Le Baby est également construit en France (sous le nom de Nord 1300) et au Royaume-Uni (sous les noms de Elliotts Baby EoN et Slingsby T5 (Slingsby l'utilise également comme base pour un certain nombre de ses propres projets). Edmund Schneider émigre en Australie, où il développe le design du Baby pour son Baby 3 et Baby 4 qui ont des cockpits fermés.

## Variantes
ESG 31
Le précurseur du Baby avec une aile nettement moins sophistiquée
Baby
Version initiale - un ESG31 avec une aile améliorée selon les travaux de l'Akaflieg Darmstadt
Baby II
Baby IIa
Baby IIb
Baby III
Alcatraz
Trente planeurs construits sous licence au Brésil par Laminação Nacional de Metais, plus tard nommée Companhia Aeronáutica Paulista
Nord 1300
Production en France sous licence par SNCAN
Elliotts Baby EoN
Production en Angleterre sous licence par Elliotts à Newbury
Slingsby T5
Production en Angleterre sous licence par Slingsby Sailplanes
Baby 3
Évolution d'après-guerre avec un cockpit fermé par Edmund Schneider après son installation en Australie
Baby 4

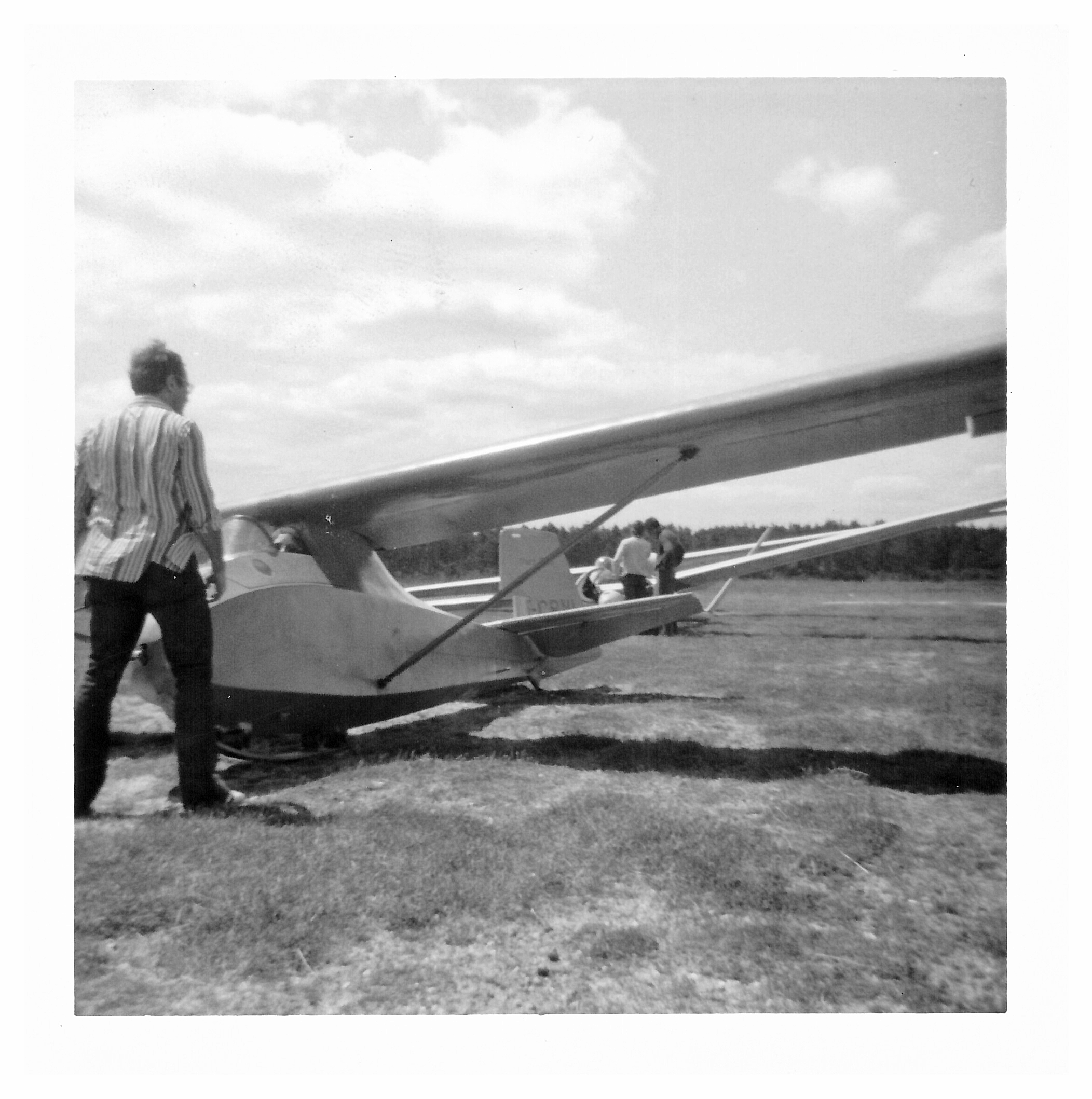
Nord 1300 sur le terrain de Bordeaux-Saucats vers 1970

Amélioration des modèles produits en Australie
Baby V
Version biplace utilisant l'aile du Baby III sur un nouveau fuselage biplace en tandem en tubes d'acier entoilé.
AB Flygplan Se-102
Production sous licence en Suède pour la Royal Swedish Air Force
Hawkridge Grunau Baby
Production sous licence
TG-27 Grunau Baby
Grunau Babys confisqués par l'USAAC en 1942
IFIL-Reghin RG-1Grunau Babys construit sous licence en Roumanie